# Frome Museum

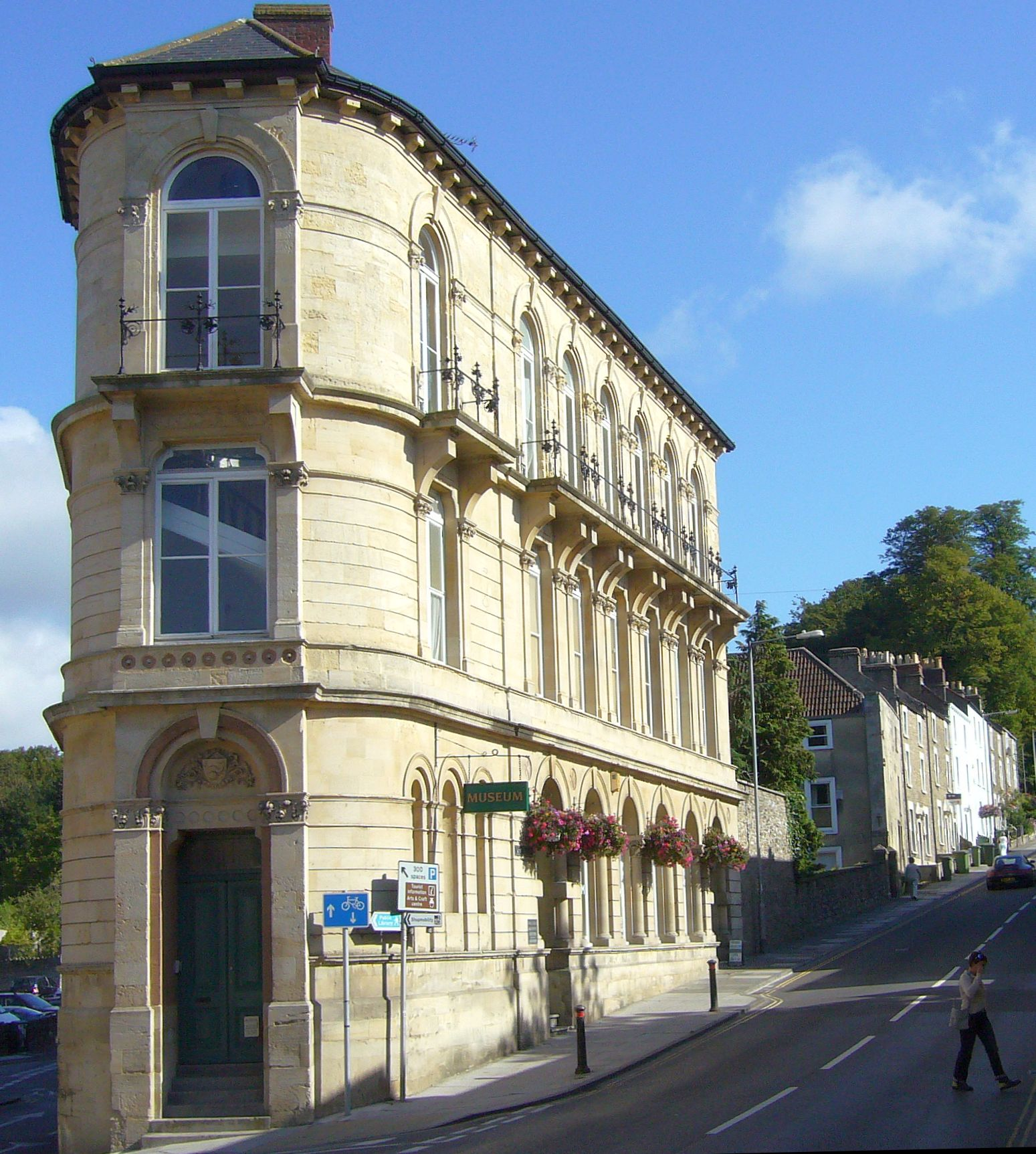
Frome Museum

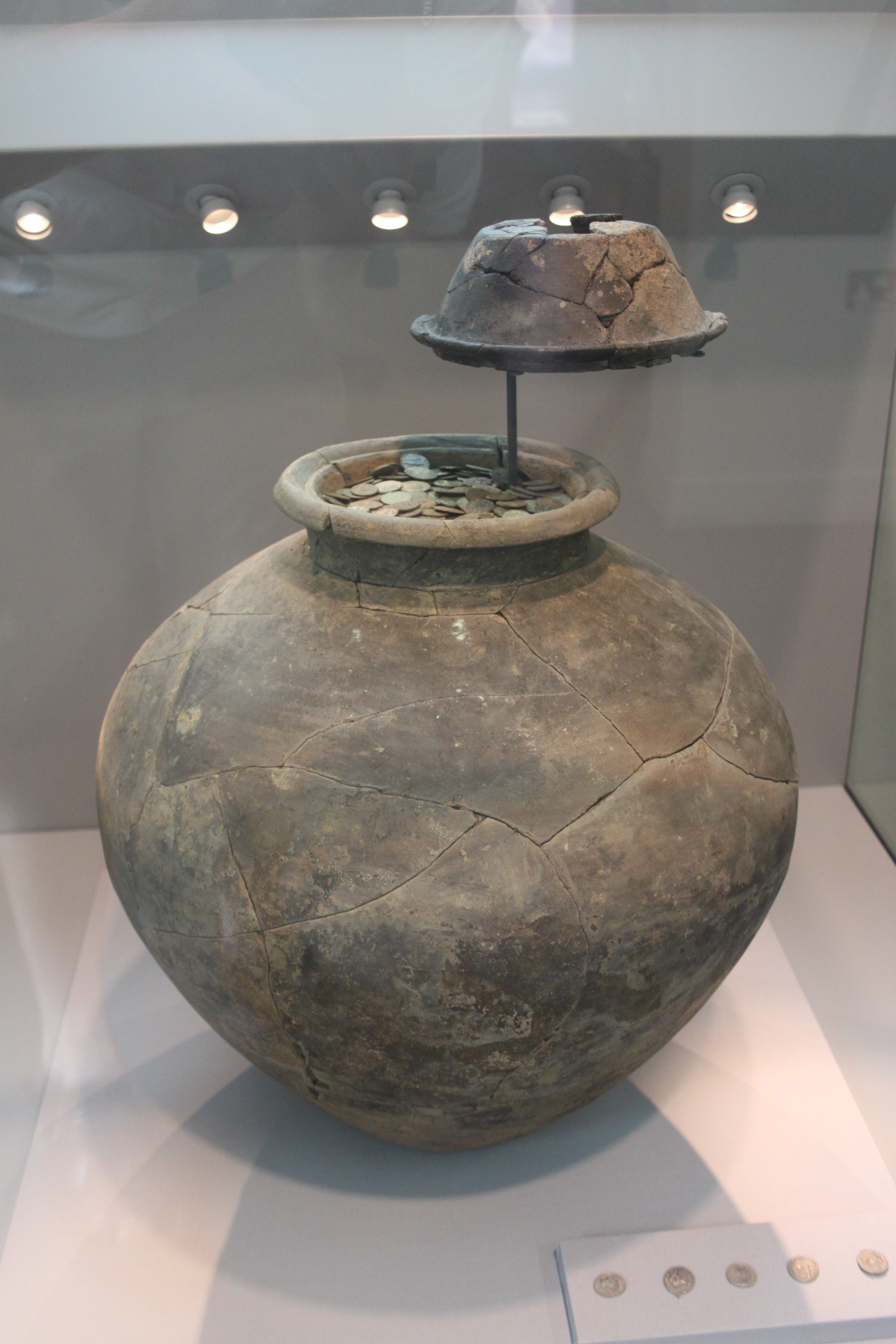
Tonkrug und Münzen des Hortfunds von Frome

Das Frome Museum in der Stadt Frome in der Grafschaft (county) Somerset im Südwesten Englands ist eines der bedeutendsten Regionalmuseen der Britischen Inseln. Das Gebäude ist als Grade-II-Bauwerk eingestuft. Das Museumsgebäude befindet sich unweit des Frome River im Zentrum von Frome an der Ecke Bridge Street und North Parade.

## Geschichte
Das Eckgebäude entstand im Jahr 1865 und beherbergte zunächst ein literaturwissenschaftliches Institut. Später kam es in den Besitz von John Webb Singer, einem in weiten Teilen Englands bekannten Bronzegießer.

## Sammlung
Das Museum beherbergt viele Artefakte zur Kunst des Bronzegusses; auch eine alte Druckpresse ist zu sehen. Größter Schatz des Museums ist jedoch der Hort von Frome, ein im Jahr 2010 in der Nähe der Stadt in einem Acker gefundener Schatz von über 50.000 römischen Silber- und Bronzemünzen.